# Каза Милите (Салерно)
Каза Милите је насеље у Италији у округу Салерно, региону Кампанија.
Према процени из 2011. у насељу је живело 120 становника. Насеље се налази на надморској висини од 174 м.